# Бережний Сергій Васильович
Сергій Васильович Бережний (нар. 5 січня 1951, Духів) — український педагог, заслужений працівник освіти України (2001), директор Першої української гімназії імені Миколи Аркаса в Миколаєві.

## Біографія
Сергій Бережний народився 1951 року на Тернопільщині. Восьмирічну освіту здобув у с. Новов'язівське (Павлоградський район) Дніпропетровської області. Після закінчення із золотою медаллю Возсіятської середньої школи (Єланецький район) Миколаївської області вступив до Миколаївського державного педагогічного інституту (1968 р.). У 1972 році закінчив фізико-математичний факультет (учитель математики).
За скеруванням працював учителем математики і фізики в Ольгопольській восьмирічній школі Єланецького району. Перебував у лавах Радянської Армії з 1973 по 1974 роки на строковій службі. У 1974 році призначений організатором позакласної та позашкільної виховної роботи, а з 1983 року переведений на посаду заступника директора з навчально-виховної роботи Миколаївської середньої школи № 38 (тепер Миколаївський муніципальний колегіум). У 1993 році призначений на конкурсній основі директором Першої української гімназії імені Миколи Аркаса Миколаївської міської ради Миколаївської області, де й працює зараз з дня її заснування. Як учитель математики має вищу кваліфікаційну категорію, звання «вчитель-методист».
Сергій Бережний — знаний освітянин в Україні, один із кращих директорів шкіл, активний громадський діяч, популяризатор національних традицій, який одним із перших відродив ганебно забуте ім'я славетного Миколи Миколайовича Аркаса.
У 1994—1998 роках був депутатом Миколаївської міської ради, брав участь у роботі ради обласного відділення Всеукраїнського товариства «Просвіта» імені Тараса Шевченка. Є членом експертної регіональної ради при департаменті освіти і науки Миколаївської обласної державної адміністрації, членом колегії управління освіти Миколаївської міської ради. Має друковані праці.
Одружений. Дружина і донька — педагоги, онук навчається у ВНЗ.

## Нагороди
- Почесне звання «Заслужений працівник освіти України» (2001).
- Нагрудний значок «Відмінник народної освіти» (1979).
- Нагрудний знак «Василь Сухомлинський» (2018).
- Медаль Всеукраїнського товариства «Просвіта» «Будівничий України» (2003),
- «25 років Незалежності України» (2016).
- Нагороджений грамотами Міністерства освіти і науки України.
- Відзнака Українського фонду культури «За подвижництво в культурі» (2002).
- Почесна відзнака Миколаївської обласної державної адміністрації «Святий Миколай чудотворець» ІІІ ступеня (2006)
- Почесна відзнака Миколаївської обласної ради «За заслуги перед Миколаївщиною» ІІ ступеня (2018)
- Лауреат Миколаївської обласної премії імені Миколи Аркаса (2000).
- Номінант обласної премії «Освітянин року» (2007).
- Почесна відзнака Миколаївської міської ради та міського голови «За заслуги перед містом Миколаїв» (2013 ).
- Почесне звання «Городянин року — 2000» в номінації «Середня школа».
- Переможець Всеукраїнських конкурсів «100 кращих керівників шкіл України» (2007), «Директор XXI століття» (2012).